# Luis Phelipe
Luis Phelipe (n. 12 februarie 2001, Santos, São Paulo, Brazilia) este un fotbalist brazilian, care joacă pe post de mijlocaș la Sheriff Tiraspol în Super Liga.